# Microinvest
Compania Microinvest – dezvoltator bulgar de soluții software în domeniul automatizării firmelor de vânzare, restaurantelor și afacerilor de divertisment. Biroul central este situat în Sofia (Bulgaria).

## Istoria companiei
Compania a fost creată în anul 1984 ca o primă firmă în Europa de Est de dezvoltare de soluții software. În 1984 – 1992 firma devine lider în domeniul dezvoltării programelor pentru construcții și contabilitate în Bulgaria. În 1995 compania Microinvest a primit prima sa medalie de aur pentru dezvoltarea unui product de software cu ajutorul căruia se efectuează calcularea caracteristicelor al obiectelor arhitecte statice și dinamice.
În 1995 Microinvest se înregistrează ca o companie privată și se specializează în dezvoltare și susținere de sisteme de vânzare și contabilitate. În anul 1997 Microinvest iarăși devine posesorul medaliei de aur la o Expoziție Tehnică Internațională în orașul Plovdiv pentru produsul „Office Pack“  ca cea mai bună dezvoltare intelectuală bulgară. În anul 2000 firma iarăși câștigă o medalie de aur la Expoziția de Primăvară în Plovdiv cu un pachet de programe de pregătire. Medalia de aur următoare a fost acordată în anul 2001 pentru produsul „Oficiul pe palma Dumneavoastră“, care se bazează pe  dispozitivele mobile cu PalmOS. Ultima sa medalie de aur compania a primit în anul 2009 pentru dezvoltarea Cyber Cafe – un sistem, are oferă efectuarea comenzilor în restaurante fără participarea chelnerului. 
Din anul 2006 Microinvest începe o activitate în domeniul internațional. La moment compania e prezentată în 24 țări cu mai mult de 42 000 de clienți satisfăcuți cu lucrul companiei.

## Microinvest astăzi
Compania activ participă în expoziții internaționale și seminare: Softool (Moscova), CeBIT, „Echipamente de vânzare“ (Ucraina), EuroCIS (Dusseldorf), GITEX (Dubai), Infosystems (Grecia) ș.a. Produsele companiei sunt trăduse în 13 limbi, având peste 42.000 de clienti satisfacuti din 22 țări.

## Produsele cheie al companiei
Microinvest Warehouse Pro este un sistem POS flexibil și complet pentru managementul operațiunilor din back-office, ce acoperă toate domeniile, de la monitorizarea nivelurilor stocurilor la urmărirea vânzărilor și a cash-flow-ului. Soluția este capabilă să gestioneze o mare varietate de modele de business și procese legate de managementul producției și al activităților comerciale ale companiei.
Microinvest Warehouse Pro Light este o aplicație POS  inovativă, dezvoltată pentru a acoperi cerințele magazinelor (supermarket-uri, magazine de pantofi, magazine sport, boutique-uri), locații cu produse alimentare (restaurante, pizzerii, fast-food-uri, cafenele), centre de distracție (baruri, pub-uri, cluburi de noapte) și lanțuri comerciale cu volume mari de vânzări.